# Martirio (novela)
Martirio es la primera novela del libretista barranquillero Andrés Salgado publicada en 2014. Cuenta la historia de Alberto, un tipo perezoso, cínico, apático y sin motivaciones que conoce en una noche infame a Shoshana una mujer camaleónica y psicodélica que le moverá el piso. Al ritmo de la música bailable de antaño en una Bogotá de 1998, sórdida, narcótica y corrosiva, Alberto y Shoshana serían la pareja perfecta, sólo que el deseo se encarna, la música se rescata y el amor se va a final de cuentas por la cloaca, porque aunque estén hechos el uno para el otro, ambos tienen el mismo polo, más negativo que positivo y eso los lleva a vivir un romance voluptuoso, exacerbado, criminal y alucinógeno que los lleva a pasar una temporada en un infierno especialmente decorado para ellos. 

## Personajes
- Alberto: Feo total y sin gracia. Se viste como perro y huele a ratas. Músico o al menos eso cree. Se defiende con el bajo en la Banda Borracha. Es el prójimo que necesita ayuda. No le importa nada en la vida, excepto Shoshana.
- Shoshana: Hermosamente perversa, tan deliciosa, tan rica, tan puta. Se llama así por la canción de Cal Tjader, pero le gusta cambiarse el nombre según las circunstancias. Sabe a hierbabuena y vainilla. Le gusta cambiarse el nombre dependiendo de las circunstancias.

- Gonzalodíler: Jíbaro de las calles nocturnas. Comercializa el éxtasis traído de Holanda.
- Doña Eulalia: La maldita casera dueña de la miserable ratonera donde vive Alberto
- Ernesto: Sociólogo fracasado y marihuanero inquilino de la pensión.
- Alba: Secretaria solterona y sin hijos con media década encima.
- Alejo: El guitarrista y frontman de la Banda Borracha.
- Elkin: El baterista de la Banda Borracha. Chocoano, fornido y bien dotado. Desea también a Shoshana.
- Fernando: El tecladista de la "Casiotón" de la Banda Borracha.
- Tuto, el Gordo Puccini: Yupi homosexual que flirtea con Alberto. Tío de Shoshana.
- Gustavo de la C: Vicepresidente de la nación, cobra su sueldo por el arte de "no hacer". Politiquero inepto y anfitrión de la fiesta.
- Adela: La esposa del Vice. Aristócrata de carnes operadas y trajinadas.
- Ramirito: Dueño del garaje donde ensaya la banda.
- Isabel: Amante de Shoshana.
- Nelson Lamprea: Dueño de You You Records. El mesías que graba y lanza al estrellato a la Banda Borracha
- Gilberto Suárez: Yilbert, la loca arrebatada que funge de coreógrafo de La Banda Borracha.

## Influencias
Andrés Salgado tiene como principales influencias literarias a Charles Bukowski,  Ryū Murakami y Chuck Palahniuk.

## Curiosidades
-	El libro salió con dos portadas distintas: una en blanco y negro y otra en versión de colores a semejanza del cambio de imagen de Shoshana en el transcurso de la novela. 
-	El apodo de la protagonista, “Shoshana”, obedece a una canción de jazz interpretada por Cal Tjader.
- La gira de librerías para presentar “Martirio" consiste en conversatorios de Andrés Salgado al lado de actores y actrices reconocidos de la televisión colombiana como Manuel José Chaves, Julio Correal, Gonzalo Valderrama, Jair Romero, Cony Camelo o Aída Bossa, quienes además cantan, emulando a Shoshana, el personaje protagónico.

## VideoClip
-	“Martirio” es la primera novela colombiana en tener un videoclip y no un “book trailer” como se ha acostumbrado lanzar por parte de las editoriales. Andrés Salgado le pidió a la banda de rock “Yojan” que compusiera una canción original a partir de lo que le inspirase el libro. La letra fue escrita por el vocalista de la banda Sergio Borja (amigo de Salgado) y la música por Juan Benítez. 
-	El videoclip se rodó en dos días durante el mes de febrero de 2015 y fue dirigido por Catalina Ramírez, ganadora del reconocido concurso mundial “48 Hour Film Project (Proyecto 48)” versión Colombia. 
-	La protagonista del videoclip de “Martirio” es la actriz Diana Wiswell quien también fue la modelo de las dos portadas del libro. En el videoclip también aparece Andrés Salgado y la banda “Yojan”. El videoclip fue grabado en los alrededores del Museo Nacional y cerca de la plaza de Bolívar, ambos sectores relacionados con la historia del libro.

## Controversia
La novela ha tenido amantes furibundos y detractores comprometidos, quienes han criticado la obra por no tener una historia con giros dramáticos importantes y presentar un lenguaje exageradamente soez y situaciones pornográficas. Por su parte, los amantes de la obra la definen como “adictiva”, “libre de remordimientos y tapujos” y con ritmo trepidante. El escritor Esteban Cruz la considera el Opio en las nubes del Siglo XXI. Sus fanes suelen tomarse selfies con el libro, cubriendo algunas partes de su rostro, a través de las redes sociales. La novela pertenece al género de la Ficción transgresiva.

## Frases Célebres
- "Cuando más despiadado es el ardor interno, más me refresca la brisa del infierno".
- "Si me caigo que sea sobre tréboles de tres hojas o sobre la arena de una playa".
- "A veces el orgasmo de tanto vivir hace olvidar el cansancio del viaje".
- "Su alma no tiene color, o como pienso a veces, se impregna de un color que no se han inventado todavía. Un gamacolormaibi".
- "La ciudad estaba como siempre: maldita".